# Saloua
Saloua est le septième album du trompettiste Erik Truffaz paru en 2005 sous le label Blue Note. Il a obtenu le prix du public lors des Victoires du jazz en 2005.

## Description
Erik Truffaz explore à nouveau les frontières du jazz et de l'électro. Si la base jazz est assurée par la contrebasse ou par le jeu de trompette de l'artiste, l'ensemble du disque révèle une ambiance dub très marquée. Empreints d'électronique, certains titres lorgnent avec le hip-hop ou la drum and bass alors que d'autres, portés par une guitare électrique survoltée, nous laissent entendre un son hard rock puissant.
Il faut également noter sur cet album le titre Yabous qui rassemble pour la première fois les deux chanteurs complices d'Erik Truffaz, Nya et Mounir Troudi qui interprète en duo ce morceau pour dénoncer les guerres.

## Titres
1. Saloua
2. Big Wheel
3. Whispering
4. Yabous
5. Gedech
6. Dubophone
7. Ines
8. Tantrik
9. Ghost Drummer
10. Le Soleil d'Éline
11. Spirale
12. Et la vie continue

## Membres
- Erik Truffaz : trompette
- Philippe « Pipon » Garcia : batterie, samples et parlophone
- Michel Benita : basse, contrebasse et samples
- Mounir Troudi : bendir et chant soufi
- Manu Codjia : guitare
- Nya : voix